# Ax Men
Ax Men é uma série televisiva de realidade americana, transmitida pelo History Channel, produzida pela Original Productions, e que foi lançada em 9 de março de 2008 nos Estados Unidos. O programa segue o trabalho de várias equipes de madeireiras nas florestas secundárias do noroeste de Oregon, Washington e Montana. A mostra destaca os perigos enfrentados pelos madeireiros. Seguindo os passos de programas da Original Productions, como Deadliest Catch e Ice Road Truckers, a série é considerada parte de uma tendência recente de programas de televisão "homens-reais-em-perigo".